# FBIによるマー・ア・ラゴの捜索
FBIによるマー・ア・ラゴの捜索とは、FBI捜査官が捜索令状を執行し、マー・ア・ラゴにあるトランプの住居を捜索した出来事である。2022年8月8日、米連邦捜査局（FBI）はフロリダ州パームビーチにあるドナルド・トランプ前米大統領の邸宅「マー・ア・ラゴ」で捜査令状を執行した。捜査官は、4組の最高機密を含む11組の機密文書を回収した。
今回の捜索では、トランプがホワイトハウスを去った後にマー・ア・ラゴに持ち込んだ資料に焦点が当てられ、情報漏洩対策がなされた施設だけで利用可能な機密情報などの機密文書が含まれているとされる。トランプは捜索中、ニューヨークのトランプ・タワーにいた。

## 背景

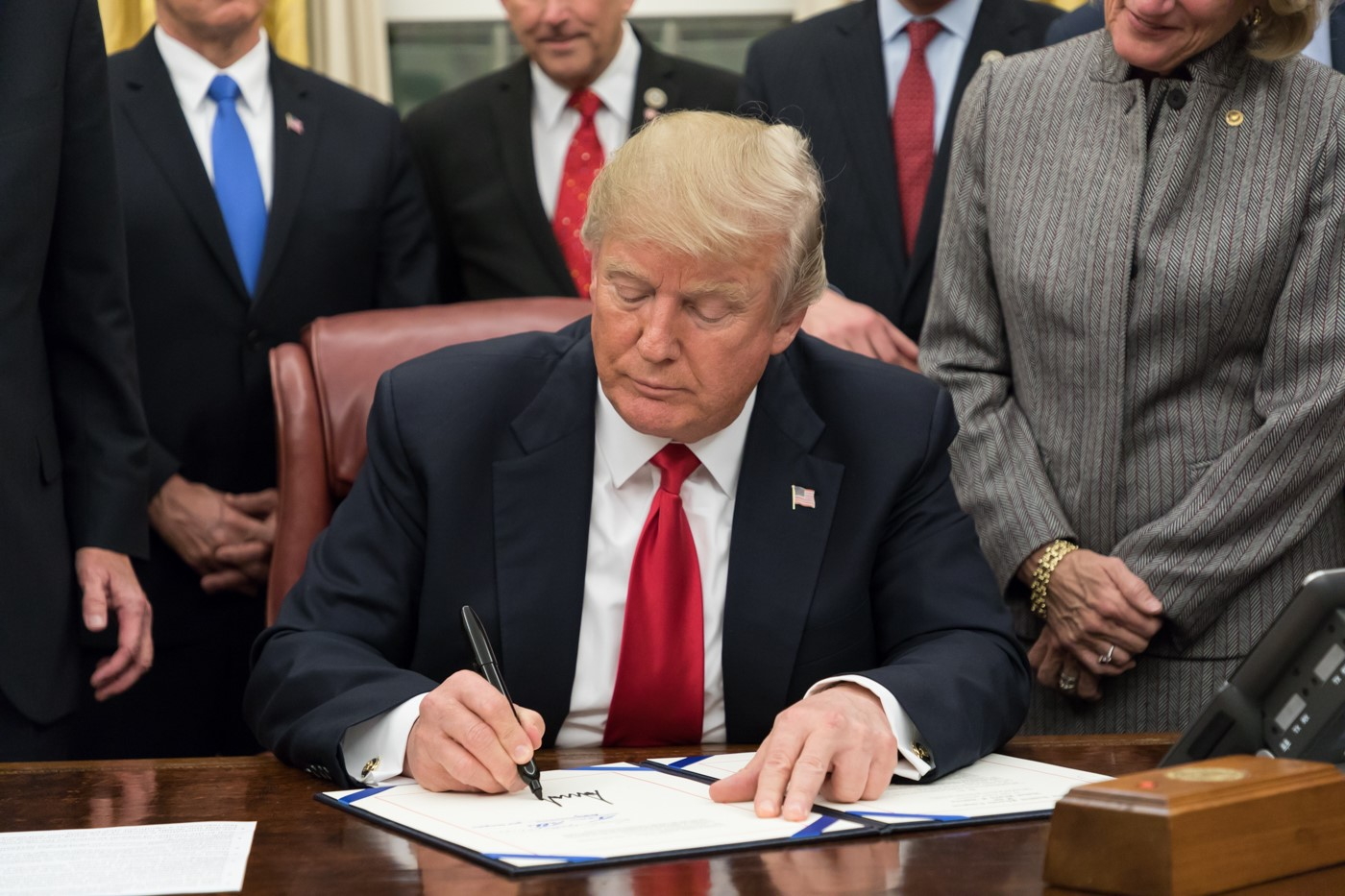
2018年に文書に署名するトランプ

大統領記録法は、大統領の記録は米国に帰属し、大統領の任期終了時または連続する場合は2期目の任期終了時に米国公文書館に引き渡さなければならないことを定めている。米国政府の機密情報を無許可で持ち出し、保管することは、米国連邦法上、重罪に問われる。2018年1月にドナルド・トランプ大統領が署名した法律「2017年FISA改正再承認法」は、この犯罪の刑罰を5年の禁固刑および/または罰金に引き上げた。
2021年1月、トランプの大統領任期が終了した。

## 経緯

### 国立公文書館がマー・ア・ラゴから紛失した機密記録を回収
2021年5月、政府の記録を保存する連邦機関である国立公文書記録管理局（NARA）は、紛失した大統領文書についてトランプの代理人に連絡した。NARAは紛失した文書がトランプの手元にあると信じていたが、トランプは2022年1月まで引き渡しの要求を拒否しており、NARAはマー・ア・ラゴを訪れ、15箱の文書や贈り物などの政府所有物を回収した。そして、アーキビストは、その文書の中に「機密」「極秘」と明記されたものを含む「国家安全保障上の機密情報」が含まれていると判断した。この箱には、特別アクセスプログラム（SAP）に関連する資料が含まれていた。SAPは、海外で行われる極めて機密性の高い米国の作戦に確保され、シギントなどの情報へのアクセスを大幅に制限するプロトコルが設定された分類のことである。

### FBI/司法省が犯罪捜査を開始し、召喚問題を提起
その後、FBIは大統領記録の取り扱いについて、マー・ア・ラゴにいるトランプ側近に事情聴取を行った。
2022年4月、司法省は国立公文書館の要請で犯罪捜査を開始し、大陪審手続きを開始した。5月12日には、国立公文書館に対して機密文書へのアクセスを求める召喚状を発行した 。さらに司法省は、マー・ア・ラゴにある国家安全保障の機密文書について、トランプの弁護団に大陪審の召喚状を出した。
6月3日、司法省とFBIの捜査官は、マー・ア・ラーゴでトランプの弁護士と面会し、機密資料の不適切な持ち出しについてさらなる情報を求めた 。この時、トランプ弁護士には大陪審の召喚状が出され、FBIは召喚された文書を持ち出した。ウォール・ストリート・ジャーナルは、捜査官がその会合でクラブにさらなる機密文書がある可能性について密告されたと報じた。捜査官が文書が保管されている部屋を観察したところ、トランプがNARAに引き渡した箱以外にも「保管されている文書に詳しい人物が、プライベートクラブにまだ多くの機密文書がある可能性を捜査官に告げた」という。ニューズウィークの2人の情報源によると、情報提供者がFBIに、トランプが機密文書を保管している場所を教えたという。6月の会合の後、捜査当局は、文書が保管されている場所に誰がアクセスしたのかについて情報を集めようとし、トランプ・オーガニゼーションにマー・ア・ラゴでの監視カメラの召喚状を出した。

### FBI/司法省が連邦裁判所から捜査令状を取得
連邦捜査官は、トランプが一部の機密文書を連邦当局に引き渡したものの、他の機密情報を違法に隠している疑いがあるとして、トランプに対する捜査令状を取得する正当な理由を立証した。ニューヨーク・タイムズが"マー・ア・ラゴに残っていたとされる機密文書について説明を受けた2人の人物は、その性質上、国家安全保障に関わるものであり、司法省が行動を起こす必要があったと指摘した。"と報じた。トランプがNARAに引き渡していない可能性のある資料を収集するために、NARAの要請を受けて司法省の国家安全保障局が取得した令状である。
捜査令状には、FBIがトランプを、記録の持ち出しや破壊、司法妨害、スパイ法違反の3つの連邦犯罪の可能性で捜査していることが記されていた 。彼はいかなる犯罪にも問われていなかった。
2022年8月5日、フロリダ州南部地区連邦地方裁判所のブルース・ラインハート連邦判事により、令状が承認された。捜査令状の審査と承認は、連邦判事の典型的な職務である。法律の専門家は、この作戦が注目されていることから、捜索令状の申請（正当な理由に基づく許可）は、連邦当局によって特に慎重に精査されるだろうと指摘している。

### FBIがマー・ア・ラゴを捜索し、追加の機密文書を発見
2022年8月8日午前9時、FBI捜査官が捜索令状を執行し、マー・ア・ラゴにあるトランプの住居を捜索し、特別アクセスプログラムや核兵器に関わる機密資料など捜索令状に明記されている資料を捜索した 。マー・ア・ラゴを警備していたシークレットサービスがFBIのためにアクセスするのを手助けした。
ニューズウィーク誌の2人の情報筋によると、FBIは捜索を控えめにするため、トランプがマール・ア・ラーゴにいない間に捜索を実施した。トランプの弁護士であるクリスティーナ・ボブとリンゼイ・ハリガンの2人は捜索に立ち会ったが、中に入ることは許されなかった。トランプとその家族は、ニューヨークからマー・ア・ラゴの監視カメラシステムから送信されるライブフィードを通じて、FBIの捜索を遠隔で見守った。
FBI捜査官は、トランプと彼の弁護士との間の特権的な通信を持ち出していないことを確認するため、「テイント」チーム（強制捜査の過程で押収された資料を審査し、その中に弁護士・クライアント特権で保護されているものがあるかどうかを判断するために選ばれた検察官または捜査官で構成）で捜索を行った。ニューヨーク・タイムズは、FBI捜査官が「比較的控えめなやり方で捜索を行った」と報じ、意図的に通常のネイビーブルーの捜査官用ジャケットを着用していなかったという。捜査官は地下の倉庫を捜索し、母屋の2階にあるトランプの事務所を捜索し、そこで「重要なものは何も入っていない」「ホテル式」の金庫を開け、最後にトランプの住居を捜索した。捜査令状を執行する通常の手順に従って、FBI捜査官はトランプの弁護士に令状と、持ち出したものを目録化したFBI property receiptと呼ばれる詳細な3ページのマニフェストの両方を提出した。
FBI捜査官はクラブから26個の箱を押収し、その中には11セットの政府機密資料が含まれており、そのうち4セットがトップシークレット、3セットがシークレット、3セットの書類がコンフィデンシャルと分類されていた。そのうち1セットは、最高機密レベルの文書であった。そのうち1セットは、「トップシークレット／SCI」（最高機密／情報漏洩対策がなされた施設だけで利用可能な機密情報という意味）という最高レベルの機密文書であった。押収された資料には、バインダーや写真、手書きのメモなどが含まれていた。トランプが盟友ロジャー・ストーンを恩赦したことに関連する文書もあれば、フランス大統領に関連する文書もあった。捜索終了後の午後6時19分にトランプの弁護士クリスティーナ・ボブが署名した物件受取書には、トランプが「TS/SCI」と書かれた文書と、「Info re: President of France（関連情報：フランス大統領）」と書かれた別の物品を所持していたことが示されていた。
FBI捜査官は箱を持って午後6時30分ごろに敷地を出た。
トランプは、捜査が進行中であることを公に認めた。FloridaPolitics.comの発行人であるPeter Schorschが最初に報告した。
ホワイトハウスによると、ジョー・バイデン大統領は捜索の事前通知を受け取っておらず、バイデンは捜索実施後に報道で知ったという。

### 捜査令状と物品受領証の公開
司法省は長年、捜査中の事件に関するコメントを控えており、またガーランド司法長官もそのような公言に厳しい制限をかけていたため、政府は当初、捜査に関するコメントを出さなかった。
しかし、8月11日、司法省は、トランプ大統領が公開することに異議を唱えない限り、捜索令状と物品受領書を公開するよう裁判所に申し立てた。同日、ガーランドは記者会見を開き、同省は「前大統領が捜索を公に確認したこと、周囲の状況、本件の実質的な公益性に鑑みて」捜索令状と財産受領書を非公開にする申し立てを行ったと述べ、捜索令状を求める決定を自ら承認したことを明らかにした。ガーランドはまた、「法の支配を守るとは、恐れや好意を持たずに法律を均等に適用することだ」と述べ、「FBIと司法省の捜査官や検察官のプロ意識に対する最近の根拠のない攻撃」を批判した。FBI長官のクリストファー・レイも同様に、連邦捜査官や司法省の職員に対するネット上の脅迫を糾弾した。トランプはその後、令状と関連文書の公開を支持するとソーシャルメディアで表明したが、自ら発表することを拒否し、弁護団が文書公開に同意した。
CNNは、ワシントン・ポスト、NBCニュース、スクリプスとともに、捜査令状を裏付ける相当理由宣誓書を含む裁判記録の全文書の公開を要求した 。また、ニューヨーク・タイムズ・カンパニーも同様の申し立てを行った。
8月12日午後、捜査令状と物件受取書が、FBI捜査官2名の署名を削除して公開された（一般に公開された）。

## 反応

### トランプと弁護士
トランプはソーシャルメディア上でこの捜索を非難し、"フロリダ州パームビーチにある私の美しい家、マー・ア・ラゴは現在、大勢のFBI捜査官によって包囲され、襲撃され、占拠されている。このようなことは、これまで米国大統領に起こったことはない。"と述べた。彼はこの捜索を1970年代のウォーターゲート事件になぞらえ、2024年の大統領選出馬を阻止するための政治的動機があると主張し、この捜索をバイデン政権による「政治的動機による動き」と表現し、すぐに政治献金を募るテキストメッセージや電子メールで引用し始めた。
トランプは、この捜索は「漁夫の利」であると述べた。トランプは自身のソーシャルメディア「Truth Social」で、FBIが捜査令状を裏付けるために証拠を捏造し、証拠となる資料や録音装置をマー・ア・ラゴに仕込んだと根拠のない主張をした。トランプの盟友たちも、こうした陰謀論的な主張を繰り返した。トランプの弁護士であるクリスティーナ・ボブは、この捜索を「ひどい乱用と権力の誇示、完全なやりすぎ」と呼んだ。
ガーランドの声明を受けて、トランプはさらにトゥルース・ソーシャルで、自分の弁護士は捜索前に連邦捜査当局に全面的に協力していたと主張した。トランプは、核文書が求められたというワシントン・ポストの報道を否定し、施設の一部の区域が捜索された際にFBIが彼の弁護士の立ち会いを許可しなかったと主張した。
トランプはその後、バラク・オバマ前大統領が「シカゴに持ち込んだ」「3300万ページの文書、その多くは機密事項」と根拠なく主張し、これらの虚偽は保守派のコメンテーターによって増幅された。NARAはトランプの誤報を訂正し、2017年にオバマが退任した際、大統領記録法に基づきNARAがオバマの記録の「独占的な法的・物理的保管」を獲得したことを指摘した。

### トランプの盟友と支持者
CBSニュースのロバート・コスタ記者は、トランプの周囲で、"一部の支持者は、今回のことをきっかけに2024年の決定を早めるように、GOPの誰も今さら彼に挑戦しないだろうと促している...他の者は、冷静に待つようにと言っている "と報じている。
FBIの捜索は、極右のメンバーを含むトランプ支持者の間で暴力的な暴言に火をつけた。FOXニュース、ニュースマックス、PJ Media、the Blaze、右派トークラジオ、ソーシャルメディアなどの右派メディアは、暗く、時には終末論的なレトリックを呼び起こした。Truth Social、Gab、Telegram、Twitterといったプラットフォームの極右ユーザーの間では、保守派コメンテーターのスティーブン・クラウダーや白人民族主義者コメンテーターのニック・フエンテスなど、内戦や暴力の話が急拡大したのである 。このニュースを受けて、マー・ア・ラゴの外には、トランプを支持する看板や旗を持った「およそ2ダース」のトランプ支持者が集まった。ニューヨーク・ヤング・リパブリック・クラブは声明を発表し、「我々の共和国の基盤を弱体化させようとする国際主義勢力とその同盟国はルビコンを渡った...連邦の未来に勝るものはない」と述べた。政治暴力に関する専門家は、過激なレトリックは危険な雰囲気を作り出し、暴力行為のリスクを高めると述べている。この捜索を承認した連邦判事は、暴言、誤報、脅迫の標的となった。彼に対するオンラインでの脅迫のため、フロリダ州南部地区連邦地方裁判所は、彼を保護するために、オンラインディレクトリから判事に関する情報を削除した。
アメリカ系イスラエル人の弁護士で、海外在住の党員のための共和党組織「Republicans Overseas」のイスラエル支部長であるマーク・ゼルは、FBIの捜索とイスラエル警察のベンヤミン・ネタニヤフに対する刑事捜査とを比較した。
FBIのクリス・レイ長官は、マー・ア・ラゴの捜索に伴う従業員への脅威を考慮し、「警戒を怠らず、それに応じてセキュリティ態勢を調整する」と述べた。8月12日、令状が早期に流出した際、FBI捜査官2人の名前が明らかになった。裁判所は、名前を編集する予定だった。

### FBI支局攻撃
8月11日、防護服を着用し、AR-15型ライフルとネイルガンで武装した42歳のトランプ支持者リッキー・シファーが、オハイオ州シンシナティのFBI支局に侵入しようとし、その後警察官と対立して死亡した。彼は2021年1月6日の連邦議会議事堂への攻撃に参加しており、FBIによるマー・ア・ラゴの捜索後、トランプのソーシャルメディア「Truth Social」にFBI捜査官を殺害したい旨を投稿していた。シファーは何年にもわたってソーシャルメディア上で暴力的な過激派の暴言を吐いており、2022年5月にFBIが彼に関する情報を得た後、監視下に置かれていた。

### 共和党の選出議員・候補者
共和党全国委員会をはじめ、ほとんどの共和党員は、FBIの捜索に対して、FBIを攻撃し、トランプを被害者、政治的殉教者として描くことで対応した。マイク・ペンス元副大統領は、今回の捜索は司法制度に対する国民の信頼を損なうものだと述べ、"アメリカの歴史上、元大統領が個人の住居を家宅捜索されたことはない "と指摘した。その他、フロリダ州のロン・デサンティス知事、フロリダ州のリック・スコット上院議員、マルコ・ルビオ上院議員、トランプ前国務長官のマイク・ポンペオなど、複数の共和党政治家がこの捜索を非難した。共和党の多くは、2022年11月の選挙で同党が議会の主導権を取り戻した場合、司法省を調査すると宣言した。
下院院内総務のケビン・マッカーシーはツイートの中で、司法省は「武器化された政治化という耐え難い状態に達している」と述べ、また次のように述べた。「共和党が下院を奪還した暁には、直ちに同省の監視を行い、事実を追認し、手をこまねいている暇はないだろう。ガーランド司法長官、書類を保存し、予定を空けておいてください」。ジョージア州のマージョリー・テイラー・グリーン共和党下院議員は、FBIの予算停止を要求した。元FBI捜査官であるペンシルバニア州のブライアン・フィズパトリック共和党下院議員は、"私は真相を究明し、どこまでも事実を追いかけ、非難されない誠実さをもって報告する "と述べている。共和党の複数の上院議員がツイッターで反応した。ケンタッキー州のミッチ・マコーネル上院少数党院内総務は翌日、「...国は月曜日の出来事に至った経緯について徹底的かつ迅速な説明を受けるべきだ...ガーランド司法長官と司法省はすでに米国民に答えを出しているはずで、直ちにそうしなければならない」と発言した。
共和党は、押収された文書が高度に機密化されたものであるとの報道を受け、発言を控えた。
共和党のフロリダ州下院議員アンソニー・サバティーニは、同州に対して「司法省との一切の関係を直ちに断つ」よう求め、FBI捜査官は「見つけ次第逮捕する」よう呼びかけた。 2022年の米上院選挙でペンシルベニア州の共和党候補であるメフメト・オズは、「司法省が昨夜行ったことは事態を悪化させるだけだ」と記した。
1月6日の攻撃に関する下院特別委員会の共和党トップであるリズ・チェイニー下院議員は、トランプに対する連邦捜査に対する同党の対応を批判し、こう書き込んだ。 "私の党のメンバーが、先日のマー・ア・ラゴの捜索に関わったFBI捜査官の誠実さを攻撃しているのを聞いて、恥ずかしく思っている。 これらは愛国的な公務員の命を危険にさらす気持ち悪いコメントだ。"

### 民主党
民主党の指導者たちは、概してFBIの捜査について話したがらなかった。 ナンシー・ペロシ下院議長は、FBIが捜索の「正当性」を持っていることは予想されるが、この事件についてはそれ以上知らないと述べた。 また、「法の上に立つ者はいない」とも述べた。 民主党の上院議員チャック・シューマーはコメントを控えた。
エレイン・ルリア米下院議員は、「FBIのマー・ア・ラゴへの襲撃は、前例のない大統領への反動で、前例のない行動です。1月6日にドナルド・トランプが行ったように、選挙をひっくり返し、DCに暴徒を呼び寄せようとした大統領は、これまでいなかった。」と述べた。エリック・スウォルウェルとプラミラ・ジャヤパル両代議士は、FBIが説明責任に向けたステップを踏んでいると述べ、捜索を賞賛した。

### 元政府関係者
トランプと仲が悪くなって退任する前にFBIの副長官や長官代理を務めたアンドリュー・G・マッケイブは、捜索には相当の証拠が必要で、懸念や特定の情報なしには行われなかっただろうと述べた。マッケイブは、「これはとても大胆で、破壊的で、攻撃的な動きだ。文書がある部屋を確保しても、求めていたコンプライアンスが得られなかったからという理由で、（FBIが）こんなことをするとは、私には本当に想像もできないことである。 私は、彼らがそれ以上のものを持っていることを望む」。
元CIAエージェントで元共和党下院議員のウィル・ハードは、次のように述べている。「トランプと彼の弁護士は、ホワイトハウスから不適切に持ち出され外部に保管されていた大統領文書を認め、そして手渡した。もちろん、FBIはさらに調査を行う正当な理由があった。」